# Халк (футболист)
Живани́лду Вие́йра де Соуза (порт.-браз. Givanildo Vieira de Souza; род. 25 июля 1986[…], Кампина-Гранди, Параиба[…]), более известный как Халк (англ. Hulk; бразильский португальский: [ˈʁuwki]) — бразильский футболист, нападающий клуба «Атлетико Минейро».
Халк является воспитанником бразильских клубов «Сан-Паулу» и «Витория». Однако в Бразилии футболист сыграл всего один официальный матч, после чего перебрался в Японию. Сделал себе имя благодаря выступлениям за «Порту»: забил более 80 мячей в 160 играх и выиграл Лигу Европы в 2011 году. Летом 2012 года стал рекордным трансфером российской Премьер-лиги, перейдя в «Зенит» за 60 миллионов евро. В 2015 году стал чемпионом России, затем выиграл кубок и суперкубок. Летом 2016 года был продан в китайский «Шанхай СИПГ», а в 2021 году перешёл в бразильский «Атлетико Минейро».
Выступал за национальную сборную Бразилии. В её составе становился серебряным призёром летних Олимпийских игр 2012 года, а также победителем Кубка конфедераций 2013 года. Принимал участие в чемпионате мира 2014 года и Кубке Америки 2016 года. Известен хорошим дриблингом, отличным дальним ударом и точным пасом. Халк — хороший исполнитель штрафных ударов. Он способен играть и на флангах, и в центре.

## Ранние годы
Халк родился в многодетной (7 детей) семье Джована Соузы и Марии до Сокорро Соузы. Его детство прошло в районе Жозе-Пиньейро города Кампина-Гранди. С раннего детства он начал трудиться, будучи единственным мальчиком в семье, включавшей шесть сестёр, Найару, Жессику, Анжелику, Жилванию, Корринью и Нилду: Халк помогал родителям, держащим мясную палатку на рынке. Однако самому Живанилду это занятие было не по душе. По другой версии, его семья занималась продажей автомобилей. Как и многие бразильцы, Халк любил футбол, и в возрасте 12 лет он пошёл в детскую команду «Зе до Эгито».

## Клубная карьера
Живанилду Виейра ди Соуза, более известный как Халк (прозван так отцом в детстве за то, что очень любил подражать одноимённому персонажу комиксов), начал свою футбольную карьеру в бразильской «Витории», подписав контракт с этой командой в 16 лет. В этой команде футболист сначала выступал на левом фланге защиты, затем в полузащите и лишь потом в нападении. Халк ярко проявил себя в юношеской команде «Витории» и уже в 17 лет заслужил вызов в первую команду. Первой игрой футболиста стал товарищеский матч против «Флуминенсе». Дебютный матч Халка за основной состав «Витории», 19 сентября 2004 года против «Интернасьонала», так и остался единственным официальным, проведённым футболистом за клуб.

### Япония
В феврале 2005 года Живанилду был куплен японским клубом «Кавасаки Фронтале», в котором футболист выступал вместе с соотечественниками, Жуниньо, Маркусом и Аугусто, которые перешли в клуб несколько ранее Халка. Дебют Халка состоялся 17 апреля в матче против «Нагоя Грампус», а первый гол за «Кавасаки Фронтале» Халк забил 2 июля в матче против «Джубило Ивата». По окончании сезона, в котором Живанилду, выступавший на позиции полузащитника, провёл 12 матчей и забил 3 гола, «Кавасаки» выкупил контракт бразильца.
В 2006 году Халк был отдан в аренду клубу «Консадоле Саппоро», в котором был переведён на позицию форварда. За год в чемпионате Японии второго дивизиона забил 25 мячей в 38 матчах, заняв второе место по количеству мячей позади соотечественника Боржеса. Причём четыре мяча Халк забил 26 сентября в матче с «Сёнан Бельмаре». 2007 год тоже провёл в аренде, в клубе второго японского дивизиона «Токио Верди». В 42 матчах за клуб забил 37 мячей, чем помог своей команде выйти в Джей-лигу, а сам стал лучшим бомбардиром чемпионата. В течение сезона Халк сделал три хет-трика. После возвращения в «Кавасаки Фронтале» 1 апреля 2008 года был продан за 5 млрд японских иен «Токио Верди». В первом дивизионе успел забить 7 мячей в 13 матчах.

### «Порту»
26 июля 2008 года Халк подписал четырёхлетний контракт с португальским «Порту». Сумма трансфера составила 5,5 млн евро. Клуб выкупил лишь 50 % прав на игрока, оставшимися правами владел клуб из Уругвая «Рентистас» и аргентинская инвестиционная компания. По словам самого бразильца «в руки руководителей „Порту“ попал DVD с моими играми. Им понравилось, после этого они послали селекционера посмотреть на меня вживую. А затем сами приехали в Японию и подписали со мной контракт». Дебютной игрой Халка стал матч на Суперкубок Португалии, в котором его команда проиграла 0:2 «Спортингу». В этой команде Халк был переведён на правый край нападения по задумке главного тренера команды Жезуалду Феррейры, который оказал на бразильца большое влияние. В дебютном сезоне в качестве игрока «Порту» Халк провёл 44 матча во всех турнирах и забил 10 голов. В чемпионате Португалии полузащитник провёл 25 встреч и отметился 8 раз, а вот в Лиге Европы отличиться не сумел. 19 февраля 2010 года Халк был дисквалифицирован на 4 месяца за нападение на стюардов после матча чемпионата Португалии между «Порту» и «Бенфикой».

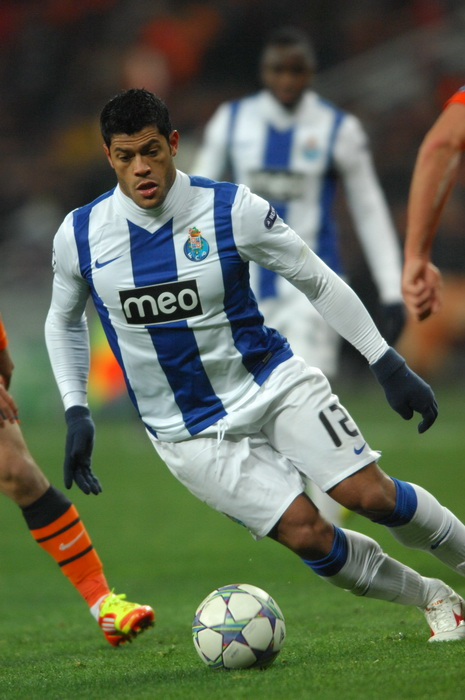
Халк в составе «Порту»

В сезоне 2010/11 Халк стал лучшим бомбардиром чемпионата Португалии, записав на свой счёт 23 мяча, 7 из которых с пенальти; ещё 5 голов бразилец забил в Лиге Европы. По итогам сезона Халк был признан лучшим игроком чемпионата Португалии. В мае клуб выкупил 40 % прав на игрока, которые принадлежали «Рентистасу», за 13,5 млн евро и продлил контракт с футболистом до 30 июня 2016 года. По окончании сезона футболистом заинтересовались многие европейские клубы, однако сам игрок заявил: «Я уйду из „Порту“ только в по-настоящему сильный клуб. Чтобы я ушёл отсюда, мне нужно исключительно заманчивое предложение, от которого я не смогу отказаться». В июле Халком заинтересовался российский «Анжи», предложивший бразильцу заработную плату в 10 млн евро в год. По словам агента футболиста Теодоро Фонсеки, в том же межсезонье некий клуб предложил за Халка 80 млн евро, но «Порту» отказал в продаже игрока. Халк провёл ещё один ударный сезон, наколотив 21 гол в 38 матчах. В июне стало известно, что форвардом всерьез заинтересовался питерский «Зенит». На протяжении всего лета футболиста то отправляли в Россию, то сообщали о срыве переговоров.

### «Зенит»
3 сентября 2012 года Халк перешёл в «Зенит». Сумма трансфера, по данным Transfermarkt, — 40 млн евро. По информации RTP и агента футболиста общая сумма перехода составила 60 млн, из которых 40 млн доставалось «Порту», 9 млн «Рентистасу», владевшему 15 % трансфера игрока, 5 % суммы получил клуб, воспитавший игрока, а оставшиеся деньги (более 10 млн евро) — сам футболист и его агент, Константин-Теодор Панагопулос, который также известен под именами Теодоро Фонсека и Константино Теодоро. Также сумму в 60 млн назвал топ-менеджер «Порту», Уржель Мартинш. При этом сами «зенитчики» назвали сумму на 20 миллионов меньше. В любом случае Халк стал самым дорогим игроком в истории РПЛ. Заработная плата бразильца составила по одной информации 4 млн, по другой 5 млн, по третьей 6,5 млн евро в год. Халк взял 29 номер. 14 сентября форвард дебютировал в составе «Зенита» в матче с «Тереком», в котором его команда проиграла 0:2. 22 сентября Халк забил дебютный гол за «Зенит», поразив ворота самарских «Крыльев Советов» на 65 минуте матча. Матч закончился вничью — 2:2. 25 сентября голевая передача и гол Халка позволили «Зениту» победить в Кубке России «Балтику» со счётом 2:1. В 1/8 финала в матче против «Мордовии» Халк отметился двумя голевыми передачами. Также Халк отметился голом в матче против московского «Спартака» 30 ноября 2012 года (4:2).

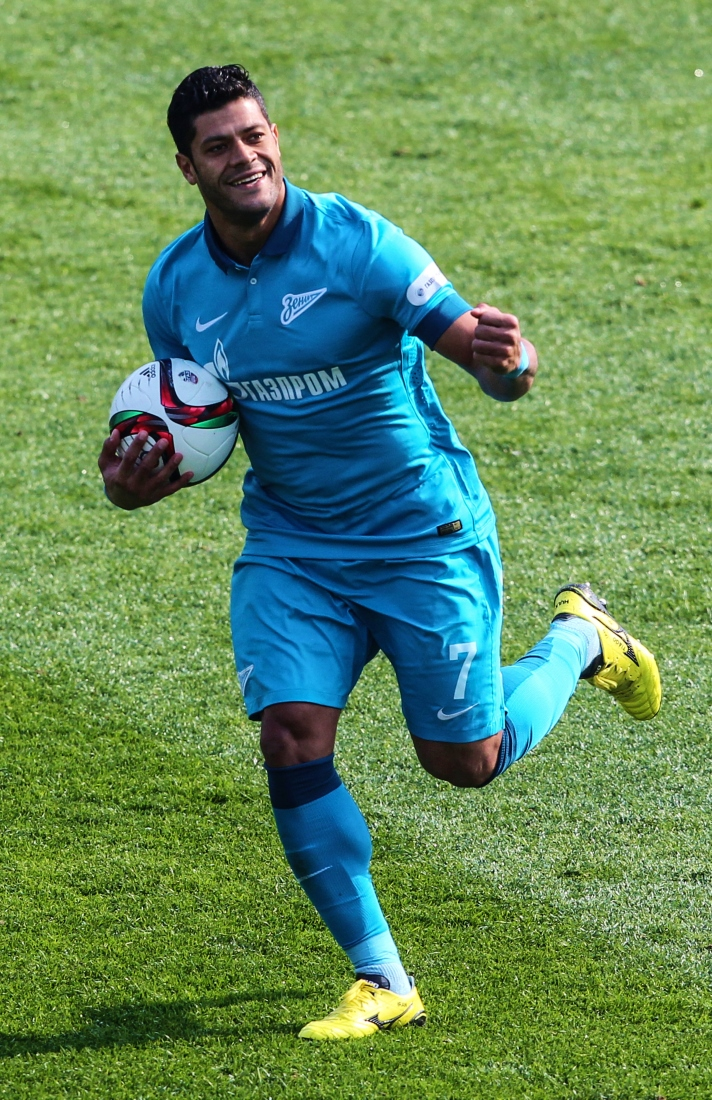
Халк в составе «Зенита»

4 декабря 2012 года в матче с «Миланом» Халк был заменён на 80-й минуте игры, что не понравилось самому игроку, который, уходя на замену, даже не пожал руку тренеру команды. После матча бразилец сказал, что может покинуть клуб уже во время зимнего перерыва. Главный тренер команды, Лучано Спаллетти, сказал, что форвард играл плохо и «должен злиться только на себя». После матча футболист признал свою неправоту, а агент футболиста сообщил, что тот не намерен покидать российский клуб. После той же встречи Игорь Денисов, который ранее был в конфликте с легионерами команды, обвинил Халка и Акселя Витселя в том, что те не прикладывали все силы для победы.
14 февраля 2013 года Халк открыл счёт в первом матче 1/16 Лиги Европы против «Ливерпуля» (2:0), пробив очень сильно с большой дистанции. Мяч угодил в «девятку» ворот. В ответном поединке бразилец также отличился, обокрав в центре Каррагера и поразив правый нижний угол ворот в ближнем бою с Рейной. 17 марта 2013 года в матче 21 тура чемпионата России забил гол в ворота «Мордовии». 7 апреля 2013 года в матче 23 тура чемпионата России с пенальти забил победный гол в ворота «Крыльев Советов». 4 мая Халк сделал хет-трик в ворота «Алании». Ближе к лету стали набирать обороты слухи о возможном уходе Халка из клуба. Интерес к нападающему выразили «Челси», «Монако», позднее к ним присоединился и мадридский «Реал», который был готов заплатить за игрока порядка 45 миллионов евро.
16 августа Халк сменил свой игровой номер на 7-й. 17 августа забил гол в ворота «Анжи» (3:0). В этом же матче получил травму (растяжение мышц задней поверхности бедра) и выбыл на три недели. В матче 9-го тура с «Ростовом» отметился голом на 77-й минуте. В последующих 14 играх чемпионата выходил на поле 11 раз и забил 8 голов. За два года игры в «Зените» занял одно из первых мест по количеству забитых мячей и стал главным событием российского чемпионата. В 2014 году получил премию «ТОП 50. Самые знаменитые люди Петербурга» в номинации «Спорт». 16 сентября 2014 года в выездном матче Лиги чемпионов против «Бенфики» открыл счёт уже на 5-й минуте, став автором первого гола группового этапа. В выездном матче Лиги чемпионов против «Валенсии» оформил дубль. Матч закончился победой «Зенита» со счётом 3:2. По итогам сезона 2014/15 стал лучшим бомбардиром чемпионата России (15 голов), футболистом года в России по версии РФС и издания «Спорт-Экспресс». 3 октября 2015 года в домашнем матче 11 тура чемпионата России против «Ростова» сделал 3 голевые передачи. Лучший футболист России 2015 года по версии еженедельника «Футбол».

### «Шанхай СИПГ»
В зимнее трансферное окно 2015/2016 Халком интересовались ряд китайских клубов, включая «Гуанчжоу Эвергранд», «Шанхай СИПГ» и «Шанхай Шеньхуа», однако «Зенит» отклонил эти предложения. Сам Халк сказал, что сконцентрирован на игре:
«Я четыре года играл в «Порту», и все это время там звучали такие же разговоры. Но я стараюсь концентрироваться на своей игре, стараюсь развиваться, а всем, что происходит вне поля, занимаются мои агенты. И я уверен, что они сделают все так, как будет лучше для меня.

Моя задача – продолжать работать. А для того, чтобы я действительно куда-то мог перейти, предложение должно устраивать, во-первых, меня самого, а во-вторых, клуб».
30 июня 2016 года было объявлено о переходе Халка в клуб «Шанхай СИПГ»; компенсация составила 55,8 миллиона евро и стала рекордной продажей для российской премьер-лиги. Плюс существует бонусная часть, ещё 2 млн евро, за удачное выступление Халка в составе «Шанхая» По словам генерального директора «Зенита» Максима Митрофанова, чистая прибыль от сделки составила около 45 миллионов евро. 10 июля 2016 года дебютировал за китайский «Шанхай СИПГ». В игре 16-го тура местного чемпионата бразилец вышел на поле в стартовом составе, а уже на девятой минуте удачно замкнул прострел с фланга. После просмотра голевого эпизода инспекторы матча переписали мяч Халка на защитника гостей Райана Макгоуэна, классифицировав взятие ворот как автогол. В этом же матче на 21-й минуте был заменён из-за травмы — поле футболист покидал на носилках. У футболиста диагностировали повреждение задней поверхности бедра.
30 июня 2017 года Федерация футбола Китая решила дисквалифицировать Халка и главного тренера команды Андре Виллаш-Боаша на 2 матча за публичную поддержку одноклубника Оскара, который ранее спровоцировал массовую драку в матче чемпионата. Также каждый был оштрафован на 7 тысяч долларов. В декабре 2020 года покинул клуб.

### «Атлетико Минейро»
29 января 2021 года было объявлено о переходе Халка в «Атлетико Минейро». Контракт нападающего будет рассчитан до конца 2022 года и подписан после прохождения медосмотра. 5 февраля 2021 года все формальности с контрактом были улажены. По итогам сезона Халк помог команде стать чемпионом, с 19-ю забитыми голами выиграв бомбардирскую гонку, а также был признан лучшим игроком сезона. 16 марта 2022 года с игроком был подписан новый контракт сроком до декабря 2024 года с возможностью продления ещё на год.

## Карьера в сборной

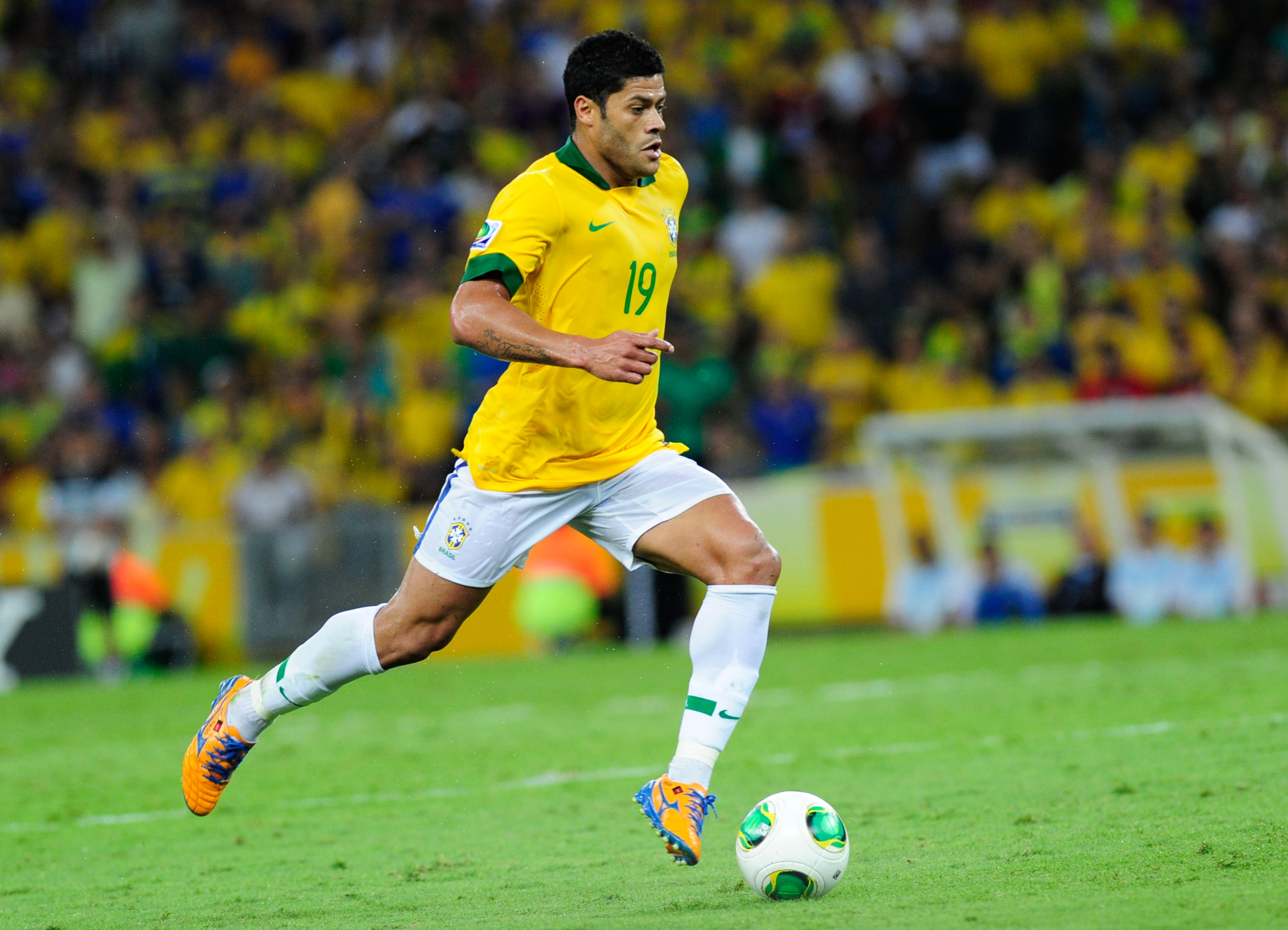
Халк в составе сборной Бразилии

С 2009 года стал призываться под знамёна сборной Бразилии. Дебютировал в сборной в возрасте 23 лет и 3 месяцев 14 ноября 2009 года в товарищеском матче со сборной Англии (1:0). 26 мая 2012 года забил свои первые мячи за сборную, сделав дубль в победном товарищеском матче со сборной Дании. Летом 2012 года завоевал со сборной серебряные медали летних Олимпийских игр. Халк, будучи наряду с Марсело и Тиагу Силвой одним из трёх игроков в команде возрастом старше 23 лет, сыграл на турнире в пяти матчах, в которых забил один мяч (на последней минуте проигранного мексиканцам финала со счётом 1:2). В 2013 году выиграл в составе сборной Кубок конфедераций.
Был одним из трёх основных нападающих сборной Бразилии (наряду с Неймаром и Фредом) на чемпионате мира 2014 года в Бразилии. Играл во всех матчах турнира (кроме игры с Мексикой), забил один мяч, но он был отменен из-за игры рукой. В полуфинале со сборной Германии (1:7) играл до 45-й минуты, в матче за 3-е место со сборной Голландии (0:3) вышел на поле на 73-й минуте.
После чемпионата мира новый тренер бразильцев Дунга перестал вызывать Халка в сборную. Осенью 2015 года Халк вновь был вызван в сборную Бразилии. 5 сентября 2015 года в Нью-Йорке забил единственный мяч в ворота сборной Коста-Рики, а 8 сентября помог бразильцам обыграть сборную США, открыв счёт в матче (4:1).
Все мячи Халка за сборную были забиты в товарищеских матчах.

## Личная жизнь
Халк женат. Первую супругу зовут Иран Анжело. С ней он познакомился, когда выступал в Японии. У пары двое детей, Иан и Тьяго. В январе 2016 удочерили девочку Алиси. В августе 2019 года он развелся с женой, с которой прожил 12 лет. Весной 2020 года Халк женился на племяннице своей бывшей супруги — Камиле Анжело.

## Достижения

### Командные
«Порту»
- Чемпион Португалии (3): 2008/09, 2010/11, 2011/12
- Обладатель Кубка Португалии (3): 2008/09, 2009/10, 2010/11
- Обладатель Суперкубка Португалии (3): 2009, 2010, 2011
- Победитель Лиги Европы УЕФА: 2010/11

«Зенит»
- Чемпион России: 2014/15
- Обладатель Кубка России: 2015/16
- Обладатель Суперкубка России: 2015

«Шанхай СИПГ»
- Чемпион Китая: 2018
- Обладатель Суперкубка Китайской футбольной ассоциации: 2019

«Атлетико Минейро»
- Чемпион штата Минас-Жерайс (4): 2021, 2022, 2023, 2024
- Чемпион Бразилии: 2021
- Обладатель Кубка Бразилии: 2021
- Обладатель Суперкубка Бразилии: 2022

Сборная Бразилии
- Серебряный призёр летних Олимпийских игр: 2012
- Обладатель Кубка конфедераций: 2013

### Личные
- Лучший бомбардир чемпионата Португалии: 2010/11
- Лучший бомбардир чемпионата России: 2014/15
- Лучший ассистент чемпионата России: 2015/16
- В списках 33 лучших футболистов чемпионата России (3): № 1 (2012/13, 2013/14, 2014/15)
- «Футбольный джентльмен года в России» (2014)
- Лучший бомбардир чемпионата Бразилии: 2021
- Лучший бомбардир Кубка Бразилии: 2021
- Лучший бомбардир штата Минас-Жерайс: 2022
- Лучший игрок чемпионата Бразилии (Placar): 2021
- Лучший игрок чемпионата Бразилии (Globo и КБФ): 2021
- Участник символической сборной чемпионата Бразилии (Серебряный мяч): 2021
- Участник символической сборной чемпионата Бразилии (Globo и КБФ): 2021

## Статистика выступлений

### Клубная
| Выступление       | Выступление      | Выступление      | Лига | Лига | Кубок и Суперкубок | Кубок и Суперкубок | Кубок лиги | Кубок лиги | Международные | Международные | Прочие | Прочие | Итого | Итого |
| Клуб              | Лига             | Сезон            | Игры | Голы | Игры               | Голы               | Игры       | Голы       | Игры          | Голы          | Игры   | Голы   | Игры  | Голы  |
| ----------------- | ---------------- | ---------------- | ---- | ---- | ------------------ | ------------------ | ---------- | ---------- | ------------- | ------------- | ------ | ------ | ----- | ----- |
| Витория           | Серия А          | 2004             | 1    | 0    | 0                  | 0                  | —          | —          | —             | —             | —      | —      | 1     | 0     |
| Витория           | Итого            | Итого            | 1    | 0    | 0                  | 0                  | —          | —          | —             | —             | —      | —      | 1     | 0     |
| Кавасаки Фронтале | Джей-лига 1      | 2005             | 9    | 1    | 2                  | 2                  | 1          | 0          | —             | —             | 0      | 0      | 12    | 3     |
| Кавасаки Фронтале | Джей-лига 1      | 2008             | 2    | 0    | 0                  | 0                  | —          | —          | —             | —             | 0      | 0      | 2     | 0     |
| Кавасаки Фронтале | Итого            | Итого            | 11   | 1    | 2                  | 2                  | 1          | 0          | —             | —             | 0      | 0      | 14    | 3     |
| Консадоле Саппоро | Джей-лига 2      | 2006             | 38   | 25   | 3                  | 1                  | 0          | 0          | —             | —             | 0      | 0      | 41    | 26    |
| Консадоле Саппоро | Итого            | Итого            | 38   | 25   | 3                  | 1                  | 0          | 0          | —             | —             | 0      | 0      | 41    | 26    |
| Токио Верди       | Джей-лига 1      | 2007             | 42   | 37   | 0                  | 0                  | 0          | 0          | —             | —             | 0      | 0      | 42    | 37    |
| Токио Верди       | Джей-лига 1      | 2008             | 13   | 7    | 3                  | 1                  | 0          | 0          | —             | —             | 0      | 0      | 16    | 8     |
| Токио Верди       | Итого            | Итого            | 55   | 44   | 3                  | 1                  | 0          | 0          | 0             | 0             | 0      | 0      | 58    | 45    |
| Порту             | Лига Сагриш      | 2008/09          | 25   | 8    | 7                  | 1                  | 1          | 0          | 10            | 0             | 0      | 0      | 43    | 9     |
| Порту             | Лига Сагриш      | 2009/10          | 19   | 5    | 4                  | 2                  | 0          | 0          | 8             | 3             | 0      | 0      | 31    | 10    |
| Порту             | Лига Сагриш      | 2010/11          | 26   | 23   | 8                  | 4                  | 3          | 1          | 16            | 7             | 0      | 0      | 53    | 35    |
| Порту             | Лига Сагриш      | 2011/12          | 26   | 16   | 2                  | 0                  | 2          | 1          | 9             | 4             | 0      | 0      | 39    | 21    |
| Порту             | Лига Сагриш      | 2012/13          | 3    | 2    | 0                  | 0                  | 0          | 0          | 0             | 0             | 0      | 0      | 3     | 2     |
| Порту             | Итого            | Итого            | 99   | 54   | 21                 | 7                  | 6          | 2          | 43            | 14            | 0      | 0      | 169   | 77    |
| Зенит             | Премьер-лига     | 2012/13          | 18   | 7    | 3                  | 1                  | —          | —          | 9             | 3             | 0      | 0      | 30    | 11    |
| Зенит             | Премьер-лига     | 2013/14          | 25   | 17   | 0                  | 0                  | —          | —          | 10            | 5             | 0      | 0      | 35    | 22    |
| Зенит             | Премьер-лига     | 2014/15          | 28   | 15   | 2                  | 0                  | —          | —          | 15            | 6             | 0      | 0      | 45    | 21    |
| Зенит             | Премьер-лига     | 2015/16          | 27   | 17   | 5                  | 2                  | —          | —          | 7             | 4             | 0      | 0      | 39    | 23    |
| Зенит             | Итого            | Итого            | 97   | 56   | 10                 | 3                  | 0          | 0          | 41            | 18            | 0      | 0      | 148   | 77    |
| Шанхай СИПГ       | Суперлига        | 2016             | 7    | 4    | 0                  | 0                  | —          | —          | 1             | 0             | 0      | 0      | 8     | 4     |
| Шанхай СИПГ       | Суперлига        | 2017             | 27   | 17   | 6                  | 4                  | —          | —          | 11            | 9             | 0      | 0      | 44    | 30    |
| Шанхай СИПГ       | Суперлига        | 2018             | 25   | 13   | 2                  | 1                  | —          | —          | 8             | 3             | 0      | 0      | 35    | 17    |
| Шанхай СИПГ       | Суперлига        | 2019             | 25   | 10   | 4                  | 1                  | —          | —          | 8             | 6             | 0      | 0      | 37    | 17    |
| Шанхай СИПГ       | Суперлига        | 2020             | 16   | 6    | 1                  | 0                  | —          | —          | 4             | 2             | 0      | 0      | 21    | 8     |
| Шанхай СИПГ       | Итого            | Итого            | 100  | 50   | 13                 | 6                  | 0          | 0          | 32            | 20            | 0      | 0      | 145   | 76    |
| Атлетико Минейро  | Серия А          | 2021             | 35   | 19   | 10                 | 8                  | —          | —          | 12            | 7             | 11     | 2      | 68    | 36    |
| Атлетико Минейро  | Серия А          | 2022             | 25   | 12   | 3                  | 2                  | —          | —          | 10            | 5             | 8      | 10     | 46    | 29    |
| Атлетико Минейро  | Серия А          | 2023             | 34   | 15   | 4                  | 1                  | —          | —          | 10            | 3             | 11     | 11     | 59    | 30    |
| Атлетико Минейро  | Серия А          | 2024             | 24   | 10   | 8                  | 1                  | —          | —          | 11            | 1             | 10     | 7      | 53    | 19    |
| Атлетико Минейро  | Серия А          | 2025             | 11   | 1    | 3                  | 2                  | —          | —          | 4             | 1             | 8      | 7      | 26    | 11    |
| Атлетико Минейро  | Итого            | Итого            | 129  | 57   | 28                 | 14                 | —          | —          | 47            | 17            | 48     | 37     | 252   | 125   |
| Всего за карьеру  | Всего за карьеру | Всего за карьеру | 530  | 287  | 80                 | 34                 | 7          | 2          | 163           | 69            | 48     | 37     | 828   | 429   |

### Сборная
| 2009  | 2  | 0  |
| 2010  | 2  | 0  |
| 2011  | 6  | 0  |
| 2012  | 10 | 6  |
| 2013  | 12 | 2  |
| 2014  | 9  | 1  |
| 2015  | 4  | 2  |
| 2016  | 3  | 0  |
| 2021  | 1  | 0  |
| Всего | 49 | 11 |

#### Матчи и голы за сборную
| Матчи и голы Халка за сборную Бразилии | Матчи и голы Халка за сборную Бразилии | Матчи и голы Халка за сборную Бразилии | Матчи и голы Халка за сборную Бразилии | Матчи и голы Халка за сборную Бразилии | Матчи и голы Халка за сборную Бразилии | Матчи и голы Халка за сборную Бразилии |
| №                                      | Дата                                   | Оппонент                               | Счёт                                   | Голы Халка                             | Соревнование                           |                                        |
| -------------------------------------- | -------------------------------------- | -------------------------------------- | -------------------------------------- | -------------------------------------- | -------------------------------------- | -------------------------------------- |
| 1                                      | 14 ноября 2009                         | Англия                                 | 1:0                                    | -                                      | Товарищеский матч                      |                                        |
| 2                                      | 17 ноября 2009                         | Оман                                   | 2:0                                    | -                                      | Товарищеский матч                      |                                        |
| 3                                      | 9 февраля 2011                         | Франция                                | 0:1                                    | -                                      | Товарищеский матч                      |                                        |
| 4                                      | 5 сентября 2011                        | Гана                                   | 1:0                                    | -                                      | Товарищеский матч                      |                                        |
| 5                                      | 7 октября 2011                         | Коста-Рика                             | 1:0                                    | -                                      | Товарищеский матч                      |                                        |
| 6                                      | 11 октября 2011                        | Мексика                                | 2:1                                    | -                                      | Товарищеский матч                      |                                        |
| 7                                      | 10 ноября 2011                         | Габон                                  | 2:0                                    | -                                      | Товарищеский матч                      |                                        |
| 8                                      | 14 ноября 2011                         | Египет                                 | 2:0                                    | -                                      | Товарищеский матч                      |                                        |
| 9                                      | 28 февраля 2012                        | Босния и Герцеговина                   | 2:1                                    | -                                      | Товарищеский матч                      |                                        |
| 10                                     | 26 мая 2012                            | Дания                                  | 3:1                                    | 2                                      | Товарищеский матч                      |                                        |
| 11                                     | 30 мая 2012                            | США                                    | 4:1                                    | -                                      | Товарищеский матч                      |                                        |
| 12                                     | 3 июня 2012                            | Мексика                                | 0:2                                    | -                                      | Товарищеский матч                      |                                        |
| 13                                     | 9 июня 2012                            | Аргентина                              | 3:4                                    | 1                                      | Товарищеский матч                      |                                        |
| 14                                     | 15 августа 2012                        | Швеция                                 | 3:0                                    | -                                      | Товарищеский матч                      |                                        |
| 15                                     | 7 сентября 2012                        | ЮАР                                    | 1:0                                    | 1                                      | Товарищеский матч                      |                                        |
| 16                                     | 10 сентября 2012                       | Китай                                  | 8:0                                    | 1                                      | Товарищеский матч                      |                                        |
| 17                                     | 11 октября 2012                        | Ирак                                   | 6:0                                    | 1                                      | Товарищеский матч                      |                                        |
| 18                                     | 16 октября 2012                        | Япония                                 | 4:0                                    | -                                      | Товарищеский матч                      |                                        |
| 19                                     | 21 марта 2013                          | Италия                                 | 2:2                                    | -                                      | Товарищеский матч                      |                                        |
| 20                                     | 25 марта 2013                          | Россия                                 | 1:1                                    | -                                      | Товарищеский матч                      |                                        |
| 21                                     | 2 июня 2013                            | Англия                                 | 2:2                                    | -                                      | Товарищеский матч                      |                                        |
| 22                                     | 9 июня 2013                            | Франция                                | 3:0                                    | -                                      | Товарищеский матч                      |                                        |
| 23                                     | 15 июня 2013                           | Япония                                 | 3:0                                    | -                                      | Кубок конфедераций 2013                |                                        |
| 24                                     | 19 июня 2013                           | Мексика                                | 2:0                                    | -                                      | Кубок конфедераций 2013                |                                        |
| 25                                     | 22 июня 2013                           | Италия                                 | 4:2                                    | -                                      | Кубок конфедераций 2013                |                                        |
| 26                                     | 26 июня 2013                           | Уругвай                                | 2:1                                    | -                                      | Кубок конфедераций 2013                |                                        |
| 27                                     | 1 июля 2013                            | Испания                                | 3:0                                    | -                                      | Кубок конфедераций 2013                |                                        |
| 28                                     | 14 августа 2013                        | Швейцария                              | 0:1                                    | -                                      | Товарищеский матч                      |                                        |
| 29                                     | 11 октября 2013                        | Республика Корея                       | 2:0                                    | -                                      | Товарищеский матч                      |                                        |
| 30                                     | 15 октября 2013                        | Замбия                                 | 2:0                                    | -                                      | Товарищеский матч                      |                                        |
| 31                                     | 16 ноября 2013                         | Гондурас                               | 5:0                                    | 1                                      | Товарищеский матч                      |                                        |
| 32                                     | 19 ноября 2013                         | Чили                                   | 2:1                                    | 1                                      | Товарищеский матч                      |                                        |
| 33                                     | 5 марта 2014                           | ЮАР                                    | 5:0                                    | -                                      | Товарищеский матч                      |                                        |
| 34                                     | 3 июня 2014                            | Панама                                 | 4:0                                    | 1                                      | Товарищеский матч                      |                                        |
| 35                                     | 6 июня 2014                            | Сербия                                 | 1:0                                    |                                        | Товарищеский матч                      |                                        |
| 36                                     | 13 июня 2014                           | Хорватия                               | 3:1                                    | -                                      | Финальные матчи ЧМ-2014                |                                        |
| 37                                     | 24 июня 2014                           | Камерун                                | 4:1                                    | -                                      | Финальные матчи ЧМ-2014                |                                        |
| 38                                     | 28 июня 2014                           | Чили                                   | 1:1                                    | -                                      | Финальные матчи ЧМ-2014                |                                        |
| 39                                     | 5 июля 2014                            | Колумбия                               | 2:1                                    | -                                      | Финальные матчи ЧМ-2014                |                                        |
| 40                                     | 9 июля 2014                            | Германия                               | 1:7                                    | -                                      | Финальные матчи ЧМ-2014                |                                        |
| 41                                     | 13 июля 2014                           | Нидерланды                             | 0:3                                    | -                                      | Финальные матчи ЧМ-2014                |                                        |
| 42                                     | 5 сентября 2015                        | Коста-Рика                             | 1:0                                    | 1                                      | Товарищеский матч                      |                                        |
| 43                                     | 9 сентября 2015                        | США                                    | 1:4                                    | 1                                      | Товарищеский матч                      |                                        |
| 44                                     | 9 октября 2015                         | Чили                                   | 0:2                                    | -                                      | Отборочные матчи ЧМ-2018               |                                        |
| 45                                     | 14 октября 2015                        | Венесуэла                              | 3:1                                    | -                                      | Отборочные матчи ЧМ-2018               |                                        |
| 46                                     | 29 марта 2016                          | Парагвай                               | 2:2                                    | -                                      | Отборочные матчи ЧМ-2018               |                                        |
| 47                                     | 29 марта 2016                          | Панама                                 | 0:2                                    | -                                      | Товарищеский матч                      |                                        |
| 48                                     | 12 июня 2016                           | Перу                                   | 0:1                                    | -                                      | Кубок Америки 2016                     |                                        |
| 49                                     | 10 сентября 2021                       | Перу                                   | 2:0                                    | -                                      | Отборочные матчи ЧМ-2022               |                                        |

Итого: 49 матчей / 11 голов; 37 побед, 4 ничьих, 8 поражений.